# Davis Phinney
Davis Phinney (nacido el 10 de julio de 1959 en Boulder, Colorado) fue un ciclista estadounidense, profesional durante los años 1980 y 1990, que logró más de 300 victorias. Es padre de Taylor Phinney también ciclista profesional.
Phinney fue el primer ciclista estadounidense que, corriendo para un equipo nacional, ganó una etapa en el Tour de Francia, en la edición de 1986, y es junto a Armstrong y LeMond el único que ha ganado más de una etapa. En su palmarés, además de otra etapa del Tour de 1987, figura un campeonato nacional de fondo en carretera y una medalla de bronce en la prueba de contrarreloj por equipos en los Juegos Olímpicos de Los Ángeles 1984.
Tras su retirada del ciclismo profesional, se ha mantenido ligado al deporte como comentarista y periodista.
Phinney fue diagnosticado como enfermo de Parkinson. El mismo ciclista, creó una fundación para destinar fondos a la investigación relativa a esta enfermedad.

## Palmarés
1984
- 3º en la Contrarreloj por Equipos de los Juegos Olímpicos de Los Ángeles

1985
- 3 etapas de la Coors Classic

1986
- 1 etapa del Tour de Francia
- 3 etapas de la Coors Classic
- Redlands Bicycle Classic, más 2 etapas

1987
- 1 etapa del Tour de Francia
- 1 etapa de la Coors Classic

1988
- Coors Classic, más 3 etapas
- 1 etapa del Tour de Romandía

1990
- 1 etapa de la Redlands Bicycle Classic

1991
- Campeonato de Estados Unidos
- Fitchburg Longsjo Classic, más 1 etapa
- 1 etapa del Tour DuPont

1993
- Fitchburg Longsjo Classic, más 1 etapa

## Equipos
- 7-Eleven (1985-1990)
- Coors Light (1991-1993)